# معاوقة
المعاوقة أو الممانعة هي نوع أعم من المقاومة التيار الكهربائي في شبه الموصل أو المكون الإلكتروني. يفقد التيار الكهربائي شيئا من طاقته سواء على شكل طاقة مخزنة كما في الملف أو المكثف أو طاقة مبددة أو طاقة للقيام بشغل كما في المقاومات. الممانعة بالنسبة للتيار المتردد هي المقاومة بالنسبة للتيار المستمر.
وحدة الممانعة هي نفسها وحدة المقاومة وهي الأوم ولكنها تختلف عن المقاومة الكهربائية من عدة نواحي. تمثل الممانعة Z رياضيا من جزئين أحدهما المقاومة (قيمة حقيقية) R وجزء تخيلي {\displaystyle j\mathrm {X} \quad }، حيث ( j 2 = -1).
{\displaystyle Z=R+j\mathrm {X} \quad }
يسمى مثل هذا العدد عدد مركب ويتكون الجزء التخيلي فيه j من الجذر التربيعي ل -1 ، ولهذا فهو تخيلي.

## المقاومة والممانعة

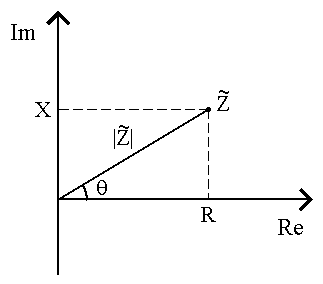
الممانعة الكهربية هي جمع متجهي بين المقاومة والممانعة

- الممانعة Z تستخدم في حالة التيار المتردد، فإذا تغير التيار من تيار متردد إلى تيار مستمر تؤول الممانعة إلى المقاومة R. فالمقاومة هي جزء من الممانعة كما يتضح ذلك في الرسم الموضح.
- نمط عمل المقاومة ثابت سواء كانت مرتبطة في دائرة تيار مستمر أو تيار متردد. والممانعة تظهر عند استخدام ملف و/أو مكثف في الدارة الكهربائية وهي تعتمد على تردد التيار أو تردد الإشارة الكهربية مع الزمن. تنطبق العلاقة للملف كالآتي:

{\displaystyle X_{L}=L2\pi f\,}
وفيها يتصرف الملف كما لو كان دائرة قصر.
أما المكثف فتنطبق عليه العلاقة :
{\displaystyle X_{C}={1 \over j2\pi f\,C}}
ويتصرف المكثف كما لو كان دائرة مفتوحة.
- تعتمد قيمة الممانعة على التردد وذلك لإن قيم الاستحثاث في الملف وسعة المكثف تتغير بتغير التردد. ويتضح ذلك من المعادلات أعلاه، بعكس المقاومة فتكون ثابتة القيمة بغض النظر عن التردد.

والعلاقة الممانعة Z بالتيار I والجهد الكهربي V هي:
{\displaystyle \ V_{0}=I_{0}Z\quad }

## تمثيل الممانعة
وحدة الممانعة هي الأوم Ω. وهي تمثل رياضيا بعدد مركب Z ، حيث الزاوية φ هي فرق الطور بين الجهد المتردد والتيار المتردد، وهي مبينة في الرسم بالنسبة للمحور الحقيقي:
{\displaystyle {\underline {Z}}=Z\ e^{\mathrm {j} \varphi }=Z\ (\cos \varphi +\mathrm {j} \sin \varphi ).}

مكثف في التردد العالي.

- تتكون الممانعة من جزئين أحدهما المقاومة R للتيار، وجزء تخيلي يسمى مفاعلة X ، وهو لا يمثل مقاومة حقيقية وإنما يخزن طاقة كهربائية يطلقها بعد مرور ربع الدورة، أي أن الممانعة تساوي:

{\displaystyle {\underline {Z}}=R+\mathrm {j} X.}
في حالة وجود ملف ذو L في الدارة الكهربائية يكون المفاعلة :
{\displaystyle X=X_{L}=\omega L>0};
حيث يسبق الجهد المتردد التيار. وتمثل ω التردد الزاوي لتغير الجهد.
أما في حالة وجود مكثف ذو سعة C فيكون له مفاعلة سالبة:
{\displaystyle X=X_{C}=-{\frac {1}{\omega C}}<0};
حيث يسبق التيار الجهد (أنظر حساب التيار المتردد).
وتحسب الممانعة من المقاومة والمفاعلة طبقا للعلاقة :
{\displaystyle Z={\sqrt {R^{2}+X^{2}}}}
وتعطي المواصفات الكهربائية للأجهزة قيمة الممانعة. ولا بد في دائرة كهربائية مكونة من مقاومة وملف ومكثف وتعمل ب التيار المتردد من مراعاة اعتماد الممانعة (المقاومة الكلية) على التردد.
وعلى سبيل المثال تعطي مواصفات مكبر الصوت الممانعة الاسمية (مثل   4 أوم أو 8 أوم).
وطبقا للنظام القياسي العالمي (IEC 60268) فلا يصح أن تكون الممانعة الاسمية المعطاة أقل بأكثر من 20% من ممانعة أقل تردد للجهاز. ذلك لأن حساسية الممانعة للتردد تبلغ أقصاها عند التردد المنخفض. ومن المسموح به إعطاء ممانعة أعلى في نطاق الترددات الأعلى من الحد الأدنى .

## حساب التيار المتردد

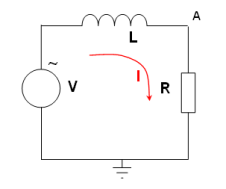
دارة مكونة من مصدر كهربائي متردد ومقاومة وملف.

في الدائرة المجاورة مصدر جهد كهربائي متردد، يبلغ مطال جهده 10 فولت ويبلغ تردده 10 كيلو هرتز :
{\displaystyle \scriptstyle {V=10\cos(\omega t)}}
في الدائرة ملف 10 ملي هنري ومقاومة 2و1 كيلو أوم موصلان على التوالي، نحصل على التيار {\displaystyle \scriptstyle {I}} المار في الدائرة:
{\displaystyle I=\textstyle {{V \over Z_{L}+Z_{R}}={V \over j\omega L+R}={10 \over j2\pi 10^{4}0,01+1200}}}
{\displaystyle \textstyle {={10 \over 1200+j628,3}}=0{,}00654-j0{,}003424\,\,A}
ويكون مطال التيار :
{\displaystyle I=\left|\textstyle {10 \over 1200+j628,3}\right|=7,38\,mA}
مثلما للجهد مطال، فيكون للتيار أيضا مطال وهو يشكل أقصى قيمة يصلها التيار المتردد. ويمكن حساب التيار الفعلي (متوسط التيار) من مطال التيار بوضع :
{\displaystyle I_{\mathrm {eff} }=\scriptstyle {7,38 \over {\sqrt {2}}}=5,22mA}
أي إذا كان مطال التيار 7,38 ملي أمبير يكون التيار الفعلي 5,22 ملي أمبير.

## اقرأ أيضا
- توفيق المعاوقة
- مقاومة
- معاوقة عابرة
- معاوقة الفراغ
- معاوقة الموجة
- معاوقة خارجية
- معاوقة الصوتية
- معاوقة الدخول
- ثنائية المعاوقة
- تأثير جلدي (فيزياء)
- دائرة مقاومة ومكثف
- تحويلة ستار دلتا
- دائرة مقاومة وملف
- دائرة رنان توافقي
- دائرة رنين
- مرشح
- رنان ملف ومكثف
- حساب التيار المتردد